# 薛家岗文化
薛家岗文化（公元前3500年—前2800年）是中国新石器时代中期的考古学文化之一，得名自1980年前后发掘的薛家岗遗址。薛家岗文化是江淮地区重要的区域性文化，是以黄鳝嘴文化为基础、融合崧泽文化因素发展而来，因而属于崧泽-良渚区系，主要分布于以安徽省潜山市为中心的皖西南地区、湖北东部、江西北部，中晚期北进至巢湖西岸地区。约前2800年前后，伴随大汶口文化人群南下，融合大量大汶口文化因素的张四墩文化出现，薛家岗文化开始逐渐消退。